# Numerus Brittonum Gurvedensium
Der Numerus Brittonum Gurvedensium (bzw. Curvedensium) (deutsch Numerus der Briten Gurvedensium) war eine römische Auxiliareinheit. Sie ist durch eine Inschrift belegt.
Die Sollstärke der Einheit lag vermutlich bei 160 Mann, bestehend aus zwei Centurien mit jeweils 80 Mann. Bei ihnen dürfte es sich vermutlich ausschließlich um Fußsoldaten gehandelt haben.

## Namensbestandteile
- Brittonum: der Briten. Die Soldaten des Numerus wurden bei Aufstellung der Einheit in der Provinz Britannia rekrutiert.

- Gurvedensium oder Curvedensium: Der Zusatz bezieht sich vermutlich auf einen der (unbekannten) Standorte der Einheit.[1]

## Geschichte
Die Briten kamen wohl um 100 n. Chr. nach Germania superior, möglicherweise auch schon unter Domitian (81–96). Vermutlich wurden die aus ihnen gebildeten Numeri am Neckar-Odenwald-Limes für Überwachungsaufgaben verwendet, um die hier bereits stationierten Auxiliareinheiten zu entlasten.
Der Numerus ist nur durch die Weihinschrift (CIL 13, 7343) bekannt, die auf einer Votivhand aus Bronze in Frankfurt-Heddernheim gefunden wurde und die auf die zweite Hälfte des 2. Jhd. datiert wird.

## Standorte
Standorte des Numerus in Germania superior sind nicht bekannt.

## Angehörige des Numerus
Ein Angehöriger des Numerus, C(aius) Iul(ius) Marinus, ein Centurio, ist durch die Inschrift (CIL 13, 7343) bekannt. Er hat die Votivhand dem Iupiter Dolichenus geweiht.